# شتيفان شروك
شتيفان ماركوس كابيزاريس شروك (بالألمانية: Stephan Schröck)‏ (مواليد 21 أغسطس 1986) الملقب ب "شروكي"، هو لاعب كرة قدم ألماني–فلبيني
محترف يلعب لنادي هوفنهايم في البوندسليغا. ويجيد اللعب كظهير أيمن.

## وصلات خارجية
- شتيفان شروك على موقع الاتحاد الدولي (مؤرشف)  (الإنجليزية)
- شتيفان شروك على موقع قاعدة بيانات كرة القدم.إي يو (الإنجليزية)
- شتيفان شروك على موقع بيانات كرة القدم. دي إي (الألمانية)
- شتيفان شروك على موقع ناشيونال فوتبول تيمز (الإنجليزية)
- شتيفان شروك على موقع Soccerbase.com (لاعب) (الإنجليزية)
- شتيفان شروك على موقع Soccerway.com (الإنجليزية)
- شتيفان شروك على موقع عالم كرة القدم.نت (الإنجليزية)
- شتيفان شروك على موقع AS.com (الإسبانية)